# Cofete
Cofete ou El Cofete est un hameau et une plage situés dans le parc naturel de Jandía, sur la côte septentrionale (Barlovento) de la péninsule du même nom, à l'ouest de l'île de Fuerteventura (Canaries, Espagne).

## Plage
La plage, de sable fauve veiné de zones plus sombres, s'étend sur près de quatorze kilomètres de long et plus de cinquante mètres de large. Le naturisme y est accepté ; la baignade n'est pas surveillée.

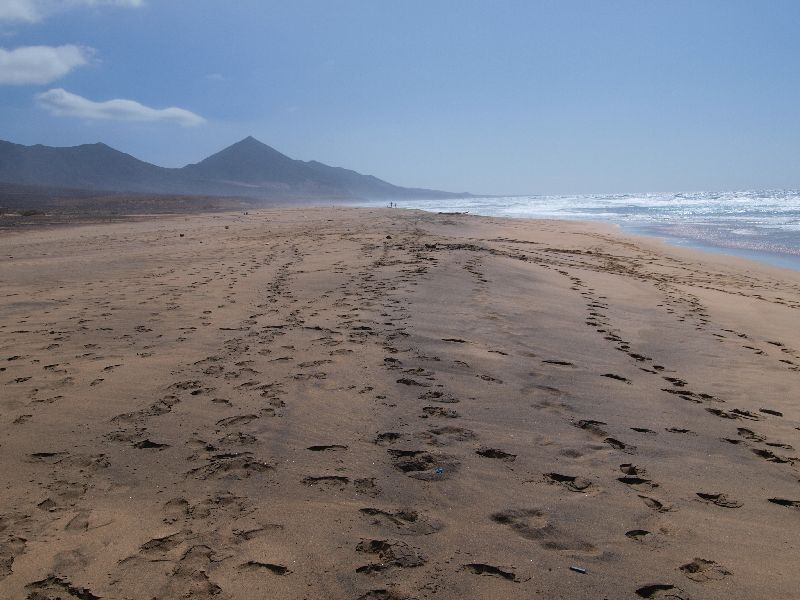
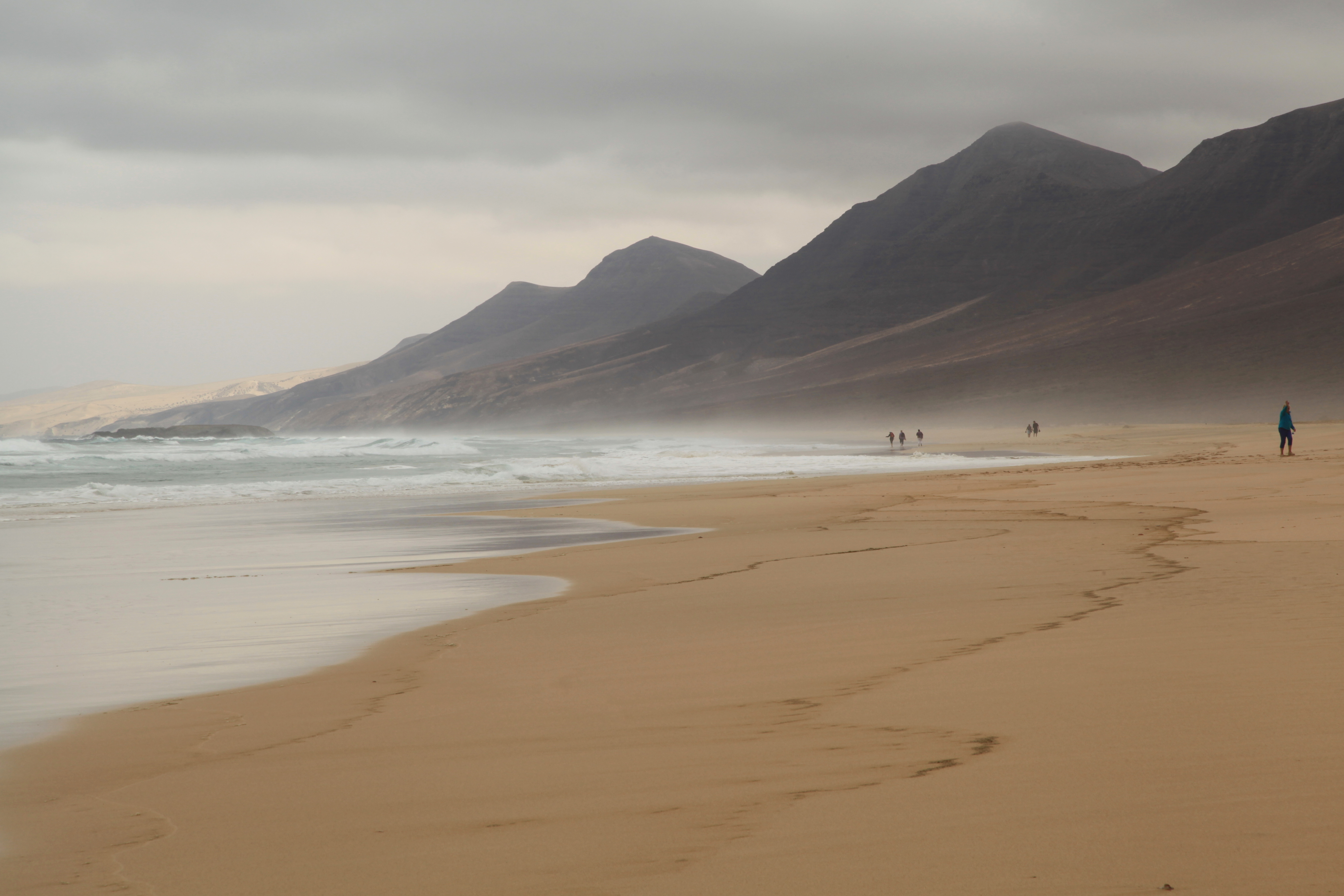

## Hameau
Quelques maisons sont groupées sur une colline dominant la plage. Elles abritent environ 25 habitants. 
Le hameau relève administrativement de la commune de Pájara, dont le siège est à 120 kilomètres. L'agglomération la plus proche est Morro Jable, accessible par une piste non revêtue de 20 kilomètres. Un sentier côtier, connu sous le nom de « chemin des prisonniers », relie aussi Cofete au village de La Pared, 20 kilomètres à l'est. L'éclairage public, solaire, n'a été mis en place qu'en 2014.

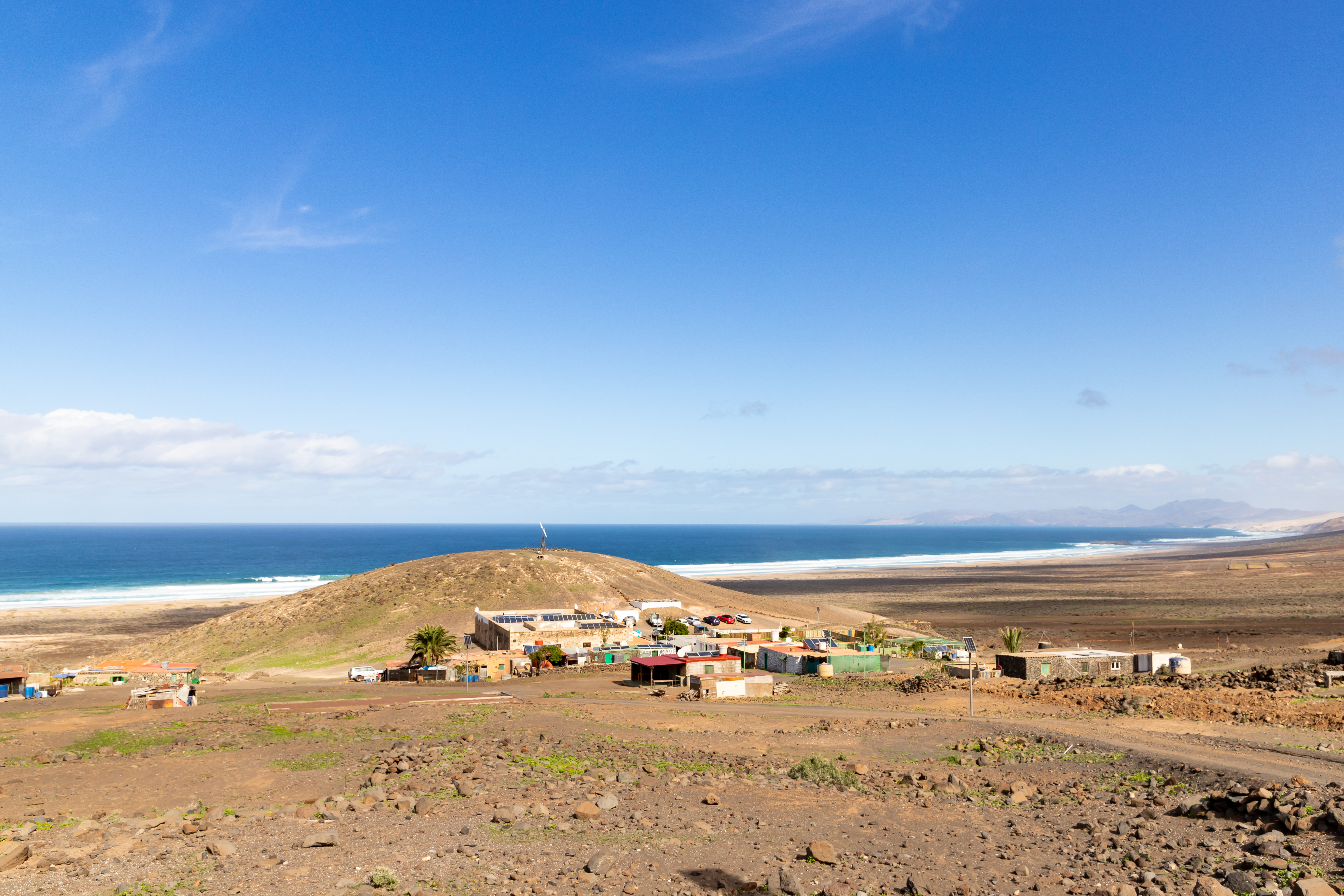
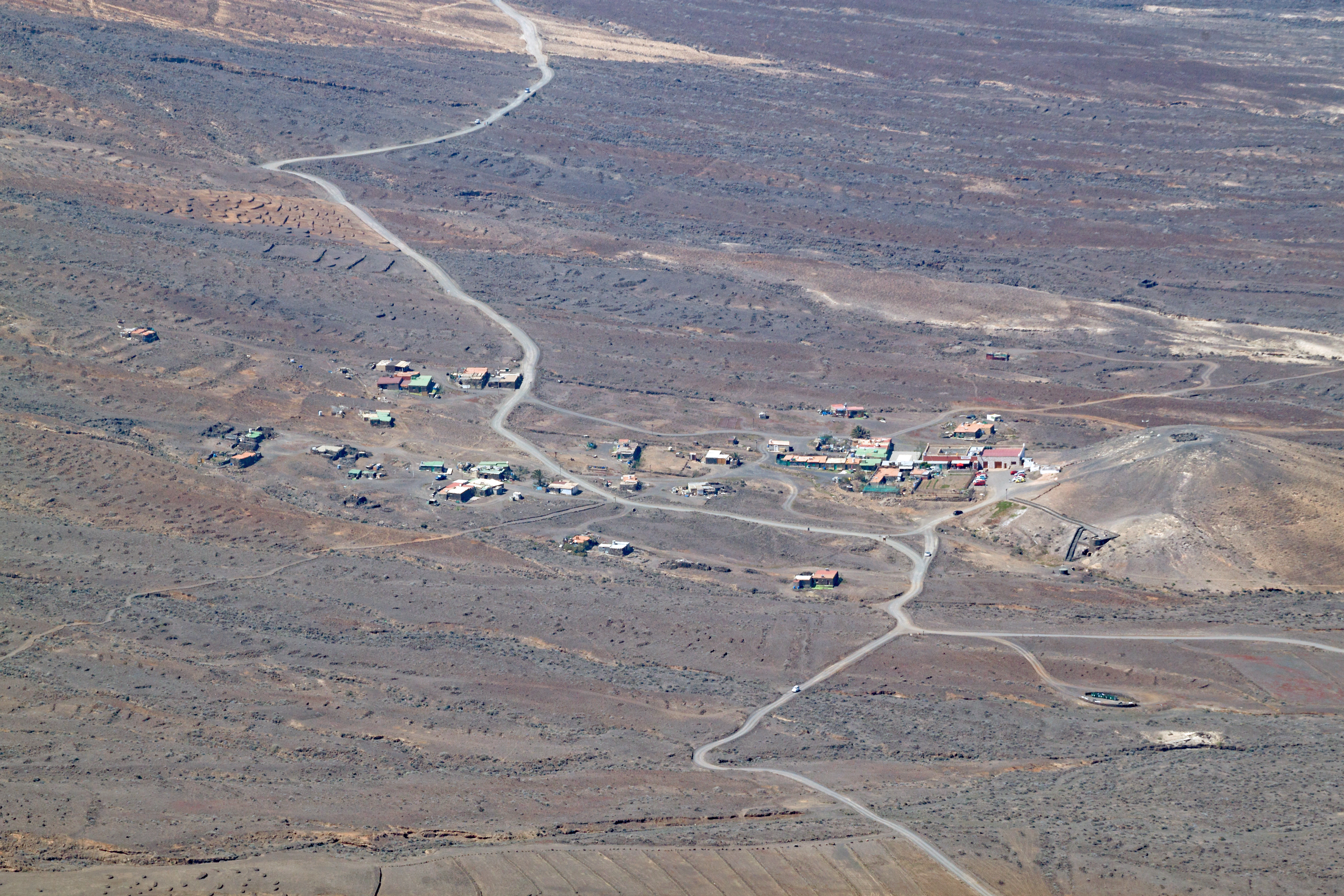
Vu du pic de la Zarza.
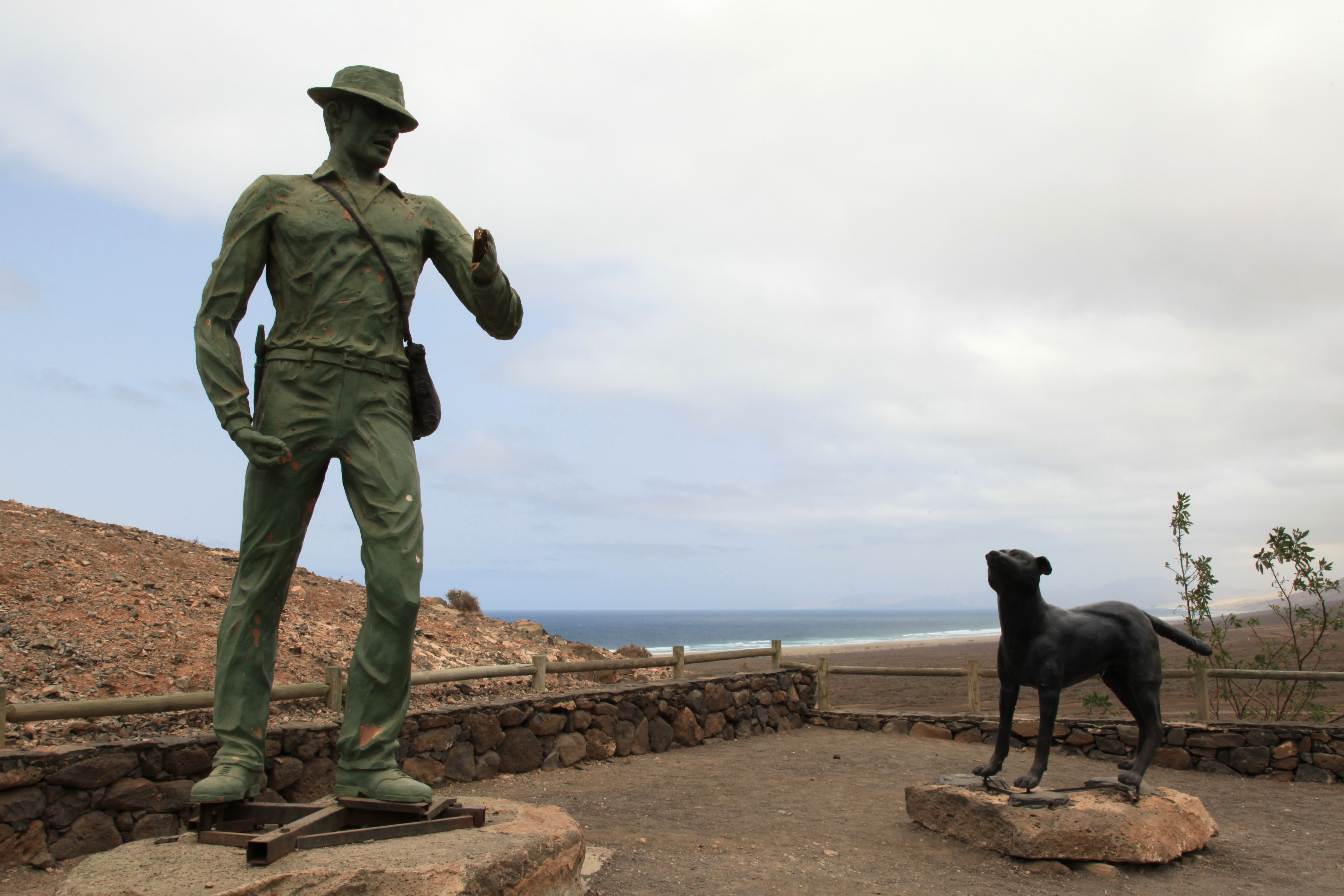
Bronzes de Gustav Winter (à gauche) et de son chien.
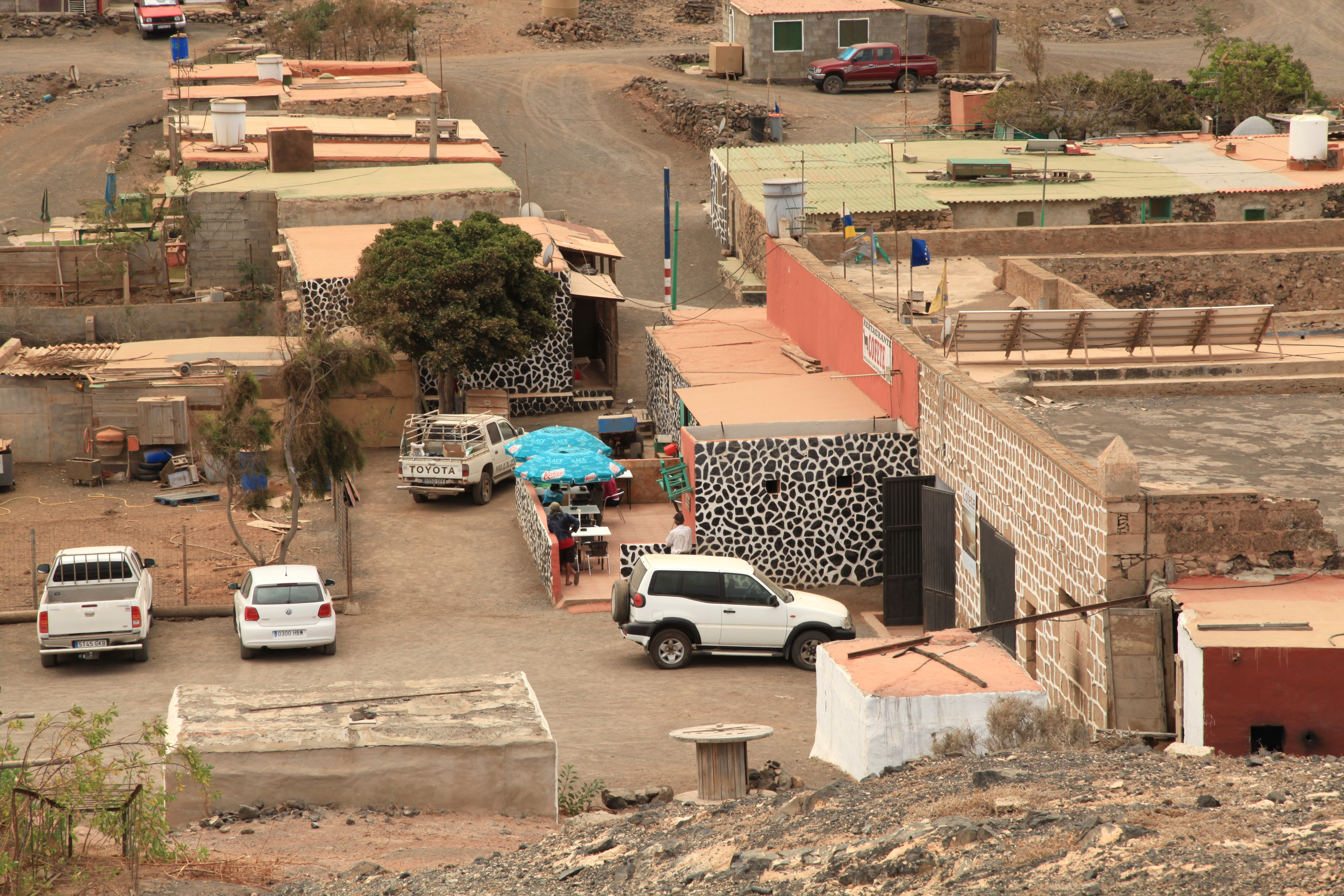
Le restaurant et quelques habitations.

Cofete est le plus ancien établissement permanent de population de la péninsule de Jandia. Quelques îliens s'y installent dans les années 1810, sous l'impulsion du Conseil de Fuerteventura désireux de contrecarrer les ambitions du sergent-major José Feo de Armas et de l'homme politique Francisco Guerra Bethencourt qui souhaitent inclure la région dans la zone d'influence de leur île de Lanzarote. On table sur des conditions climatiques plutôt favorables : cette côte, exposée au vent, bénéficie de l'humidité des alizés, d'un taux de précipitations plus élevé et d'un ciel souvent ombragé. Les terres sont la propriété du comte de Santa Coloma y Cifuentes, marquis de Lanzarote, qui en confie l'exploitation à Francisco María de León y Xuarez de La Guardia. Celui-ci s'y installe,  avec une centaine de personnes au statut de métayers. Dans des conditions miséreuses, ces paysans surexploités survivent de l'élevage des chèvres, de la pêche de poissons et de fruits de mer et de la collecte de lichens tinctoriaux,. De 1823 à 1868, le hameau compte ainsi vingt-sept foyers, de la cabane rudimentaire à la maison à étage.
L'orée du XXe siècle marque le début du déclin du village, en raison notamment de plusieurs sécheresses. Le nouvel exploitant du domaine, Gustav Winter, interdit la plantation à Cofete pour privilégier la région de Morro Jable. Il accorde aux métayers en 1950 le droit de réaliser une dernière campagne de semis, sous des conditions très dures. Le hameau se dépeuple alors très vite. Une statue en bronze[De qui ?] de Winter, figuré accompagné de son chien, est installée[Quand ?] dans le village.

## Cimetière
Jouxtant la plage un petit cimetière a été aménagé, qu'un muret haut de quelques décimètres ne protège guère de l'ensablement. Les sépultures, creusées du début du XIXe siècle à 1956, sont de simples fosses recouvertes de pierres volcaniques, parfois marquées d'une fruste croix de bois. C'est l'éloignement de la capitale paroissiale qui a contraint les habitants à enterrer leurs morts — souvent sans office religieux — dans ce lieu improvisé, bâti sur le littoral relevant légalement du domaine public.
Une plaque commémorative égrène les noms des quelque deux-cent cinquante personnes qui y sont inhumées.

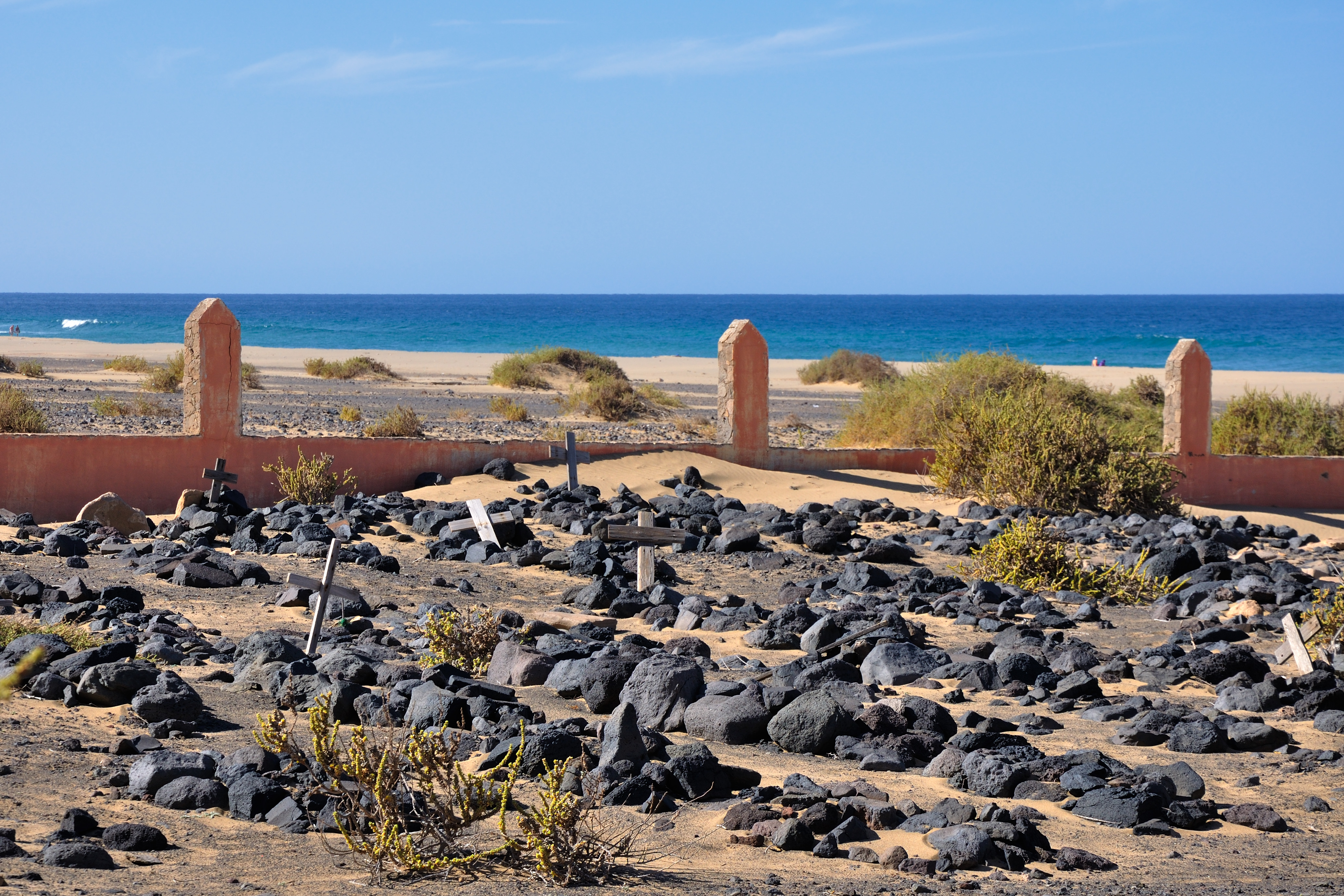
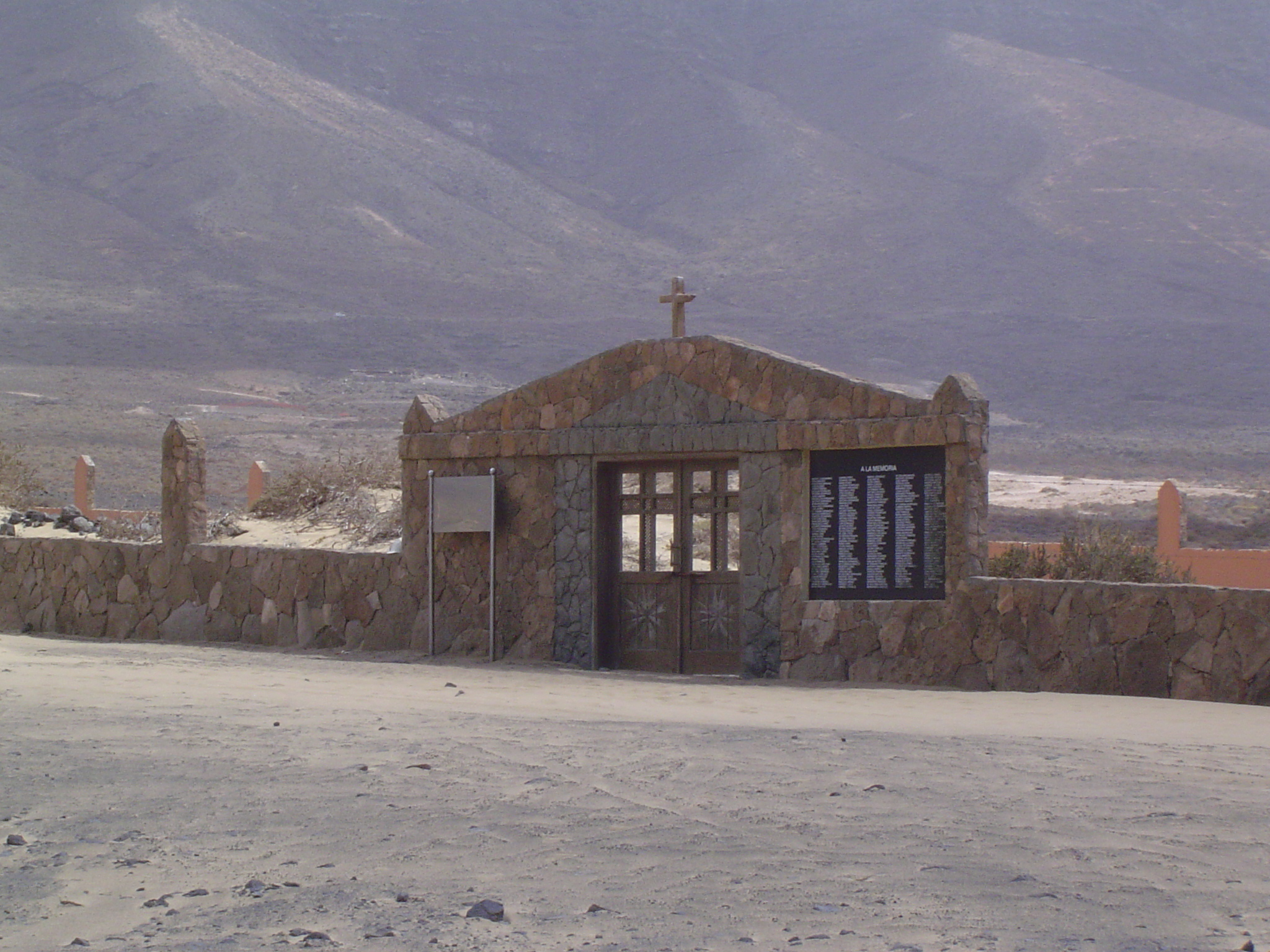
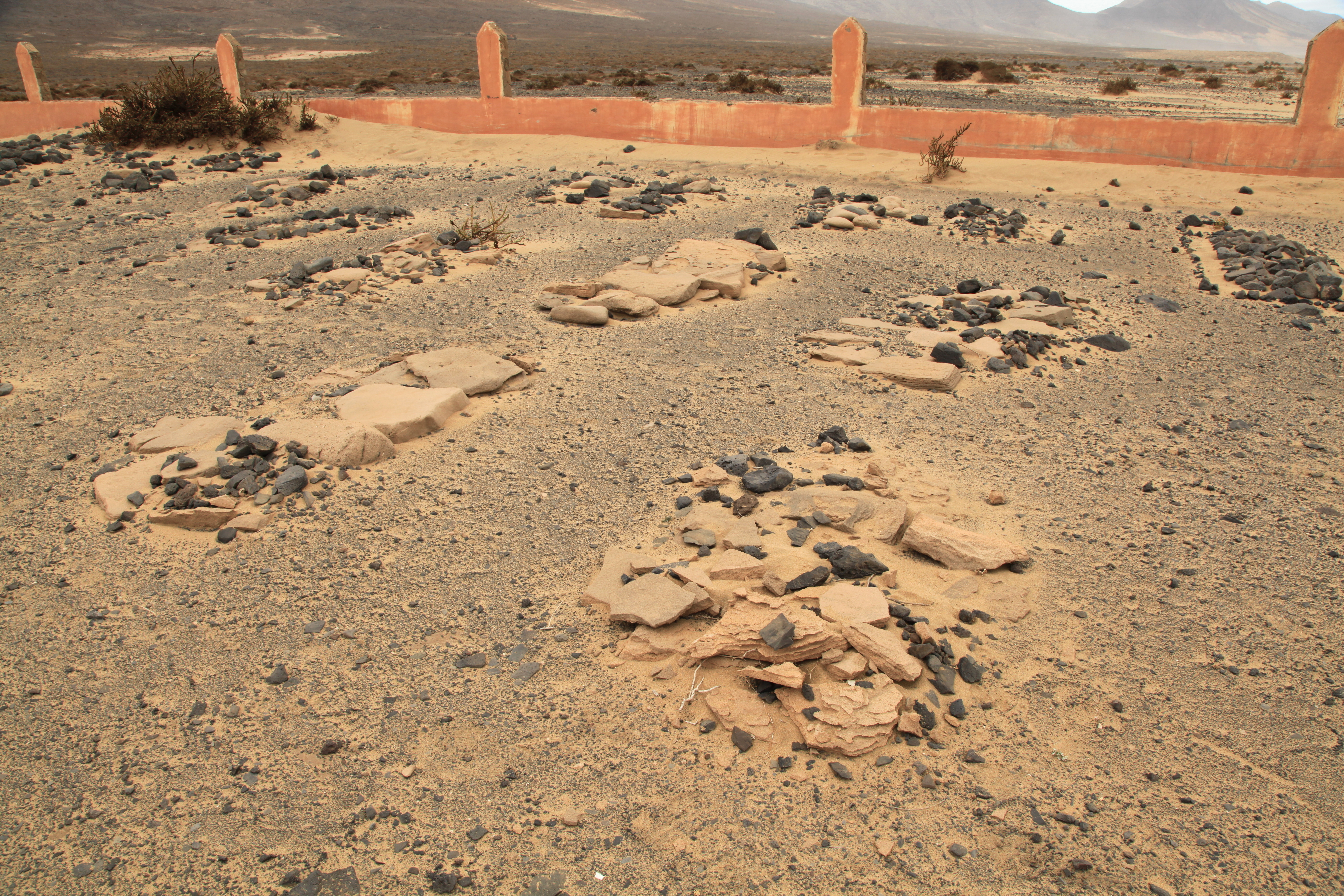
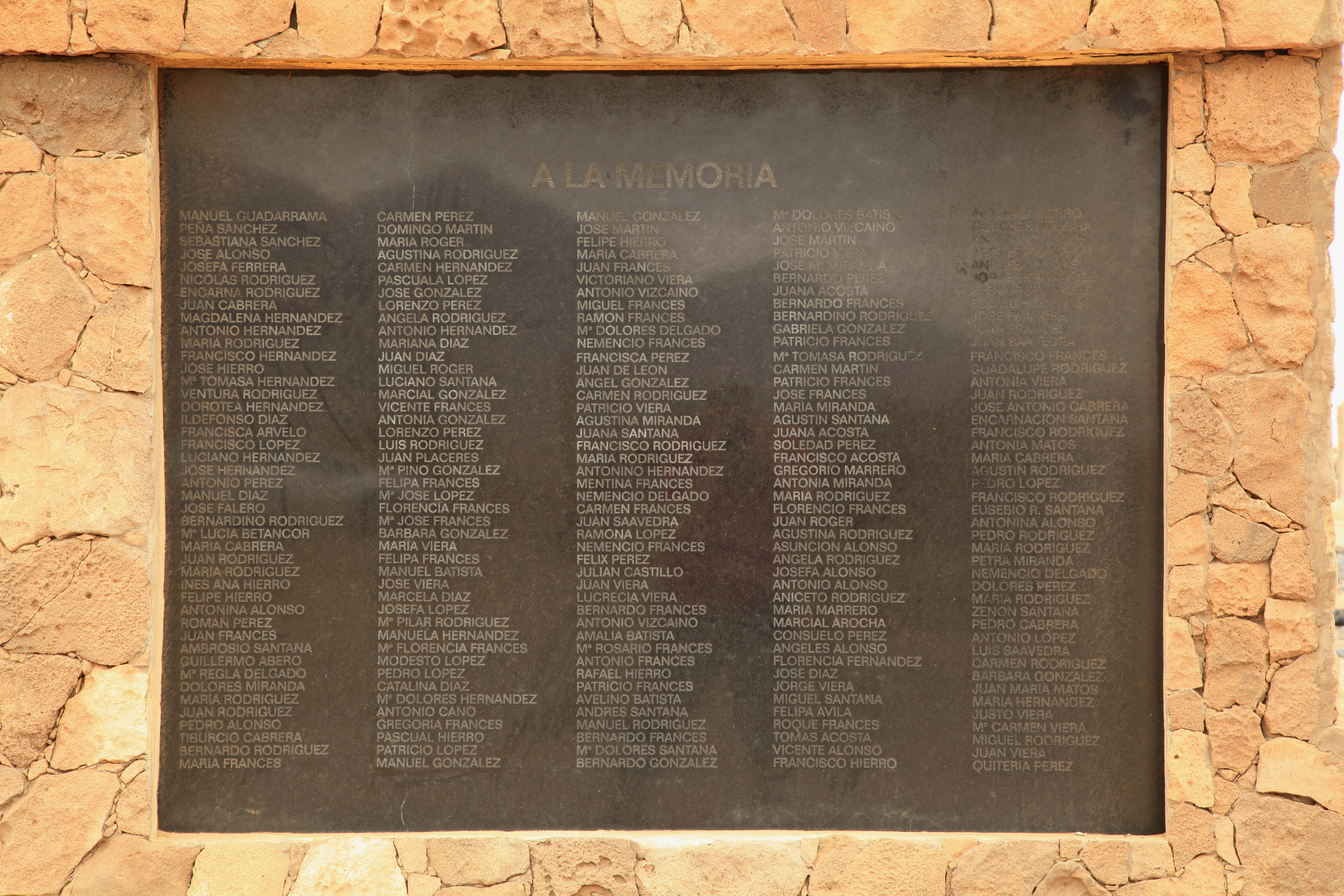

## Villa Winter
Un kilomètre et demi plus à l'est, une maison isolée imposante a été bâtie sur le versant de la montagne de 1946 à 1950 par l'ingénieur allemand Gustav Winter. Elle s'élève sur deux niveaux, est flanquée d'une tourelle de trois étages, et ornée d'un patio intérieur à arcades et d'une véranda ouverte sur l'océan qu'elle surplombe de 130 mètres.
Connue sous le nom de villa Winter (es), elle est le sujet de multiples légendes liées à son prétendu rôle au profit des nazis pendant la Seconde Guerre mondiale : elle aurait servi (alors même qu'elle n'était pas construite...), de fanal pour la marine allemande, de base de ravitaillement pour sous-marins — deux U-boot seraient encore cachés dans des tunnels de lave sous la maison ! —, puis de lieu d'accueil et de résidence pour officiers nazis en fuite — incluant l'élucubration d'un Hitler et d'une Eva Braun eux-mêmes, en partance pour l'Amérique du Sud —, de clinique de chirurgie esthétique faciale, de lieu d'emprisonnement et de torture d'espions, etc. Ces rumeurs sont entretenues notamment par l'occupant de la maison depuis 1976, Pedro Fumero, qui y tient un petit musée officieux conjuguant l'histoire des lieux et celle du nazisme. Elles sont battues en brèche par Gustavo Winter (le fils de Gustav Winter décédé en 1971), qui démontre leur absurdité et explique que ses parents ont seulement voulu, dans un idéal romantique, construire là une demeure monumentale qui s'est finalement révélée un gouffre financier inhabitable.

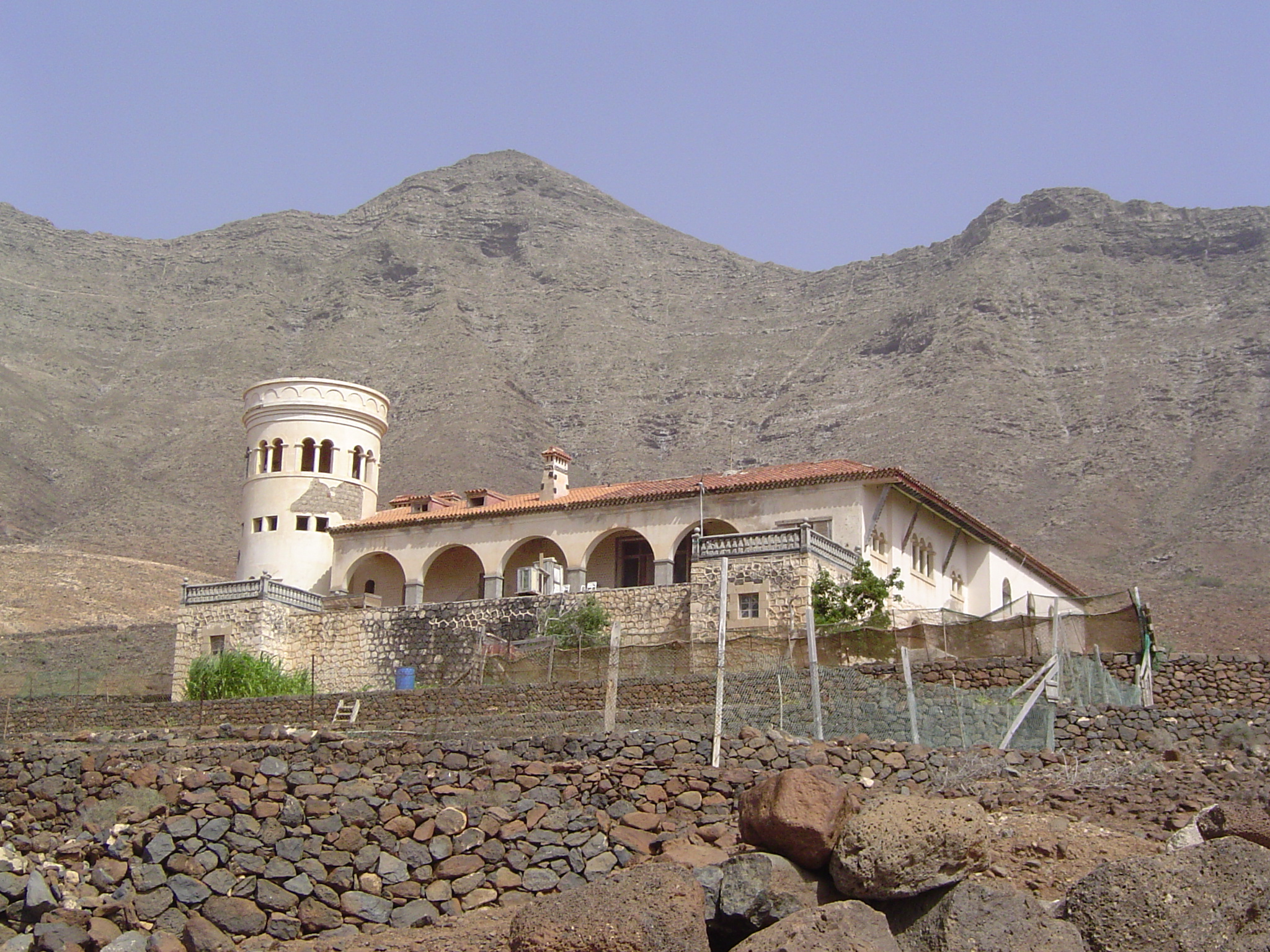
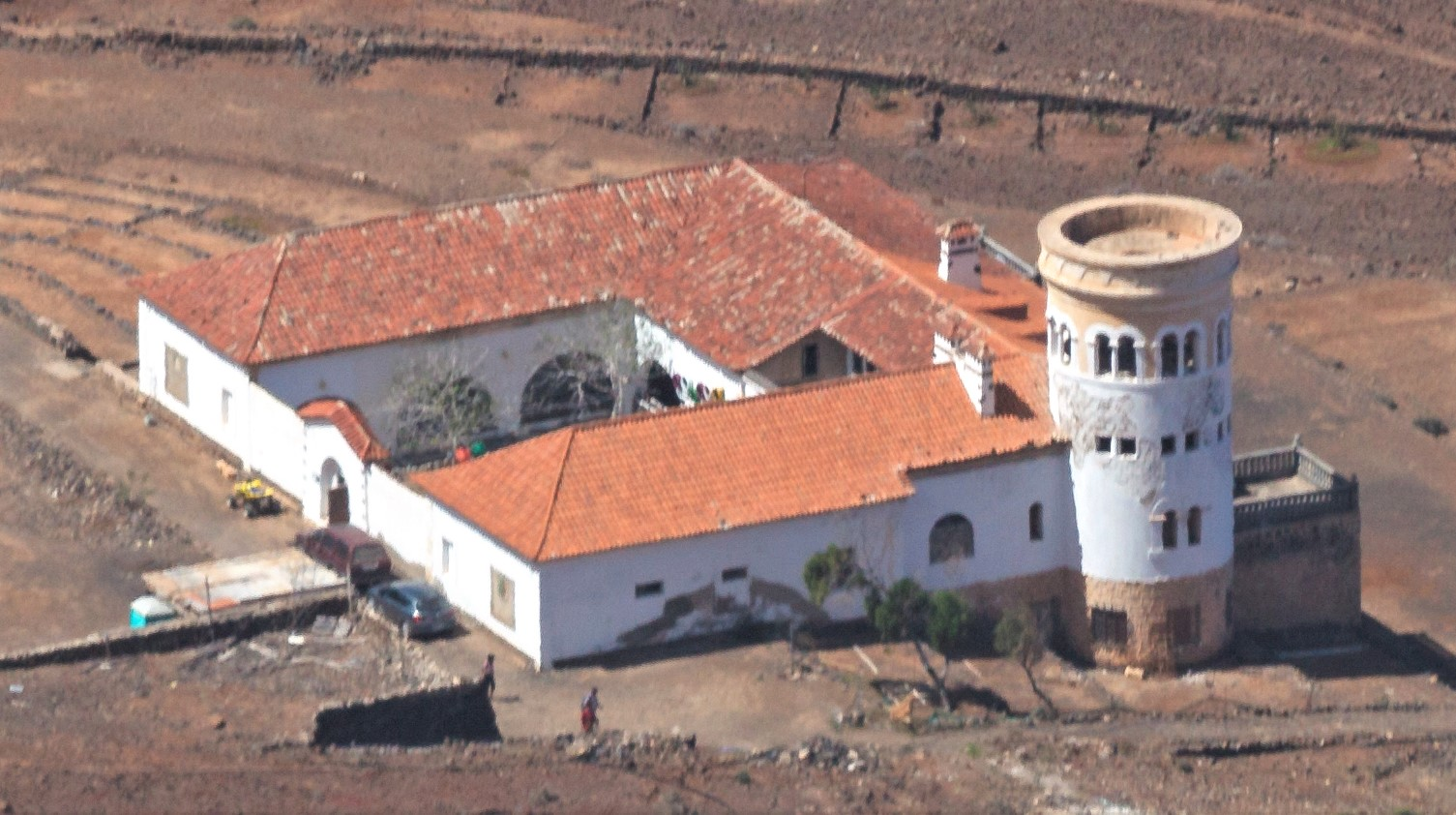
Vue du pic de la Zarza.

En 1997 les héritiers Winter ont vendu la propriété au groupe hôtelier Lopesan, qui a envisagé sa transformation en hôtel — un projet incompatible avec le statut de parc naturel de la péninsule. Un conflit oppose ce groupe à l'occupant actuel.